# 漢楚王墓群
漢楚王墓群位於江蘇省徐州市，1996年11月被列入第四批全國重點文物保護單位，主要包括：
1. 楚王山漢楚王墓群
2. 獅子山漢楚王墓及陪葬兵馬俑坑
3. 北洞山漢楚王墓
4. 龜山漢楚王墓
5. 馱籃山漢楚王墓
6. 東洞山漢楚王墓
7. 南洞山漢楚王墓
8. 臥牛山漢楚王墓

2006年5月，徐州漢代採石場遺址被列入第六批全國重點文物保護單位，同時歸入第四批全國重點文物保護單位漢楚王墓群。